# 牛城乡 (灵寿县)
牛城乡，是中华人民共和国河北省石家庄市灵寿县下辖的一个乡镇级行政单位。

## 行政区划
牛城乡下辖以下地区：
牛城村、东王角村、中王角村、西王角村、东洼村、西洼村、忽冻村、倾井庄村、牛城庄村、南倾井村、中倾井村、北倾井村、东城南村、西城南村、故城村和城西村。